# V417 Андромеды
V417 Андромеды (лат. V417 Andromedae) — одиночная переменная звезда в созвездии Андромеды на расстоянии (вычисленном из значения параллакса) приблизительно 17367 световых лет (около 5325 парсеков) от Солнца. Видимая звёздная величина звезды — от +14,7m до +11,1m.

## Характеристики
V417 Андромеды — красная пульсирующая переменная звезда, мирида (M) спектрального класса M. Эффективная температура — около 3282 K.